# Chamaesphacos
Chamaesphacos és un gènere amb tres espècies d'angiospermes que pertany a la família de les lamiàcies.

## Taxonomia
- Chamaesphacos afghanicus
- Chamaesphacos ilicifolius
- Chamaesphacos longiflorus